# 中文社会科学引文索引
中文社会科学引文索引（Chinese Social Science Citation Index，缩写为CSSCI，俗称南大核心）是中国社会科学研究评价中心主持的世界中文社会科学引文索引。收录世界中文人文科学、社会科学主要学术期刊，包括中国和海外出版的期刊。

## 历史
- 1997年，南京大学提出研制“中文社会科学引文索引”的计划[1]。
- 1999年，南京大学与香港科技大学签订共同研制、开发“中文社会科学引文索引”的协议。
- 1999年，中国教育部正式将CSSCI列为重大研究项目。
- 2000年，南京大学设立中国社会科学研究评价中心，专题开展“中文社会科学引文索引”的系统研制与开发。
- 2000年，《中文社会科学引文索引》（CSSCI）面世，填补了中国长期没有客观评价社会科学研究成果质量指标的空白。
- 2004年，南京大学中国社会科学研究评价中心咨询委员会于2004年4月在成都召开会议，对CSSCI来源期刊的调整进行了讨论。经过一系列的工作和相关程序，对来源期刊进行了调整，调整后CSSCI来源期刊为461种。

## 参看
- 中文核心期刊要目总览（北大核心）